# Flugtagunfall von Shoreham
Der Flugtagunfall von Shoreham ereignete sich am 22. August 2015 unter einwandfreien Wetterbedingungen nahe dem Flugplatz Shoreham in Südengland anlässlich einer Vorführung mit einer Hawker Hunter. Der Pilot flog einen Looping, wobei er sich bei dessen Flugbahn verschätzt zu haben scheint – er vollendete ihn in unmittelbarer Bodennähe. Und dies unglücklicherweise erst noch genau über einer am Flugplatz vorüber führenden, zu jenem Zeitpunkt stark frequentierten Straße. Vor dem Crash kollidierte die Hunter mit diversen Fahrzeugen. Elf Personen wurden getötet, der 51-jährige Pilot selbst überlebte schwer verletzt.
Die Unfallmaschine war eine aus den 1950er Jahren stammende Hawker Hunter, die nach ihrer Ausmusterung als Trainings- und Kampfjet bei der Royal Air Force in Privateigentum überging. Weder dieser Umstand noch das hohe Alter des Flugzeugs spielte aber offenbar beim Unfall eine Rolle. Es ging vielmehr um Fehleinschätzungen des Piloten. Im Wesentlichen musste im Rahmen der Gerichtsverhandlung entschieden werden, ob dieser grobfahrlässig gehandelt hatte oder ob sein Denkvermögen – entsprechend der Position der Verteidigung – durch die sogenannte g-Beschleunigungskräfte beeinträchtigt war. Das Gericht entschied letztlich zugunsten des Piloten und sprach ihn frei.